# 異色鱂屬
異色鱂屬（学名：Xenopoecilus）， 是異鱂科下的一個屬，原産於印尼蘇拉威西島的湖泊中。許多學術機構並沒有劃分出該屬，而是將其下物種分別分類到了怪頜鱂屬（Adrianichthys）和青鱂屬（Oryzias ）中。